# محاصره قلعه شیگا
محاصره قلعه شیگا یکی از نبردهای وابسته به نبرد اودایهارا بود که در سپتامبر ۱۵۴۷ رخ داد، یکی از نبردهای متعددی بود که در جهت تلاش تاکدا شینگن برای به دست گرفتن کنترل ولایت شینانو انجام شد.